# Satoshi Nakamoto

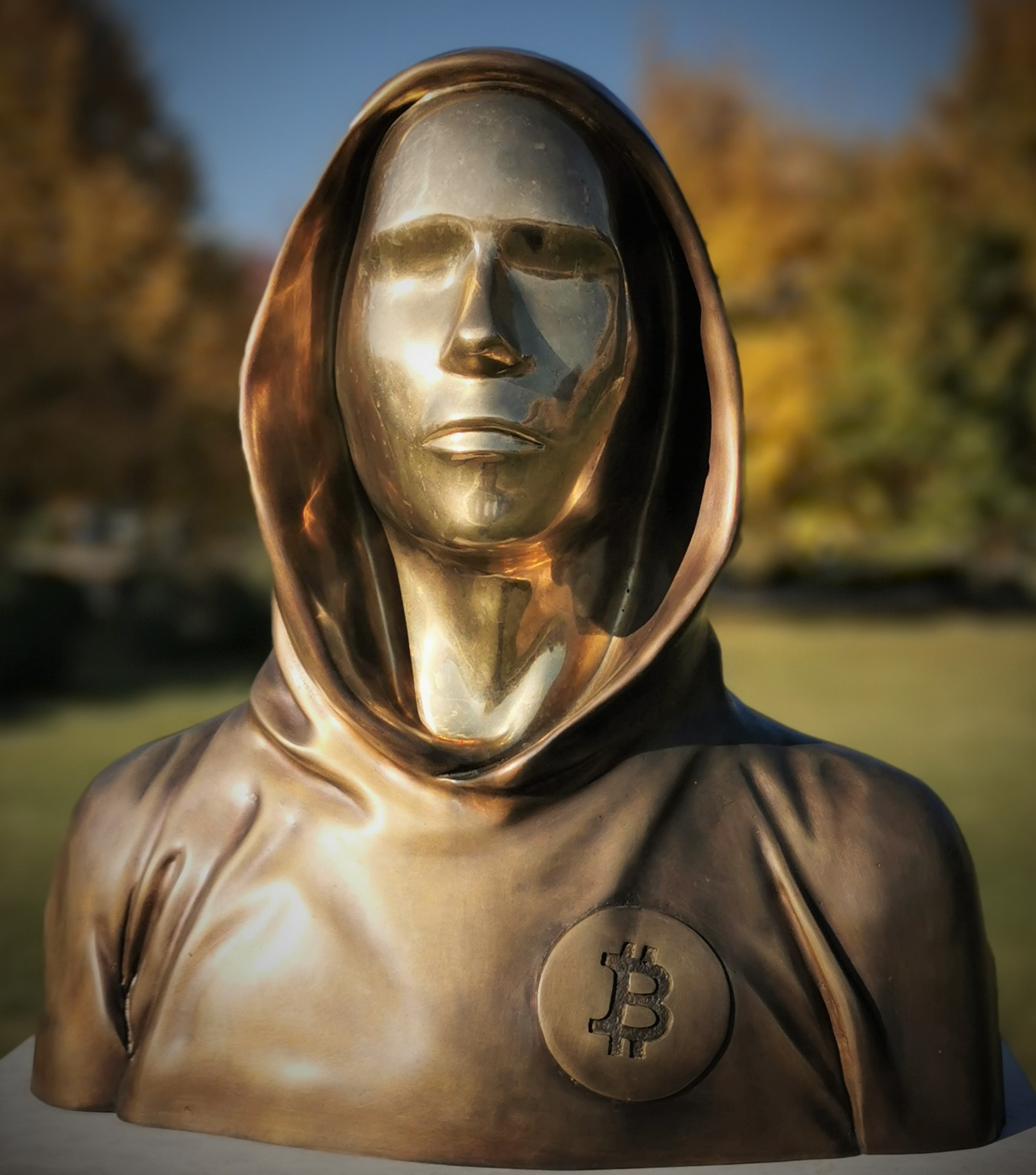
Popiersie Satoshiego Nakamoty w Budapeszcie

Satoshi Nakamoto – pseudonim używany przez osobę, która stworzyła kryptowalutę Bitcoin. W październiku 2008 opublikował białą księgę, a w styczniu 2009 pierwszą wersję implementacji Bitcoin Core. Brał czynny udział w rozwoju Bitcoina do grudnia 2010, kiedy to przekazał projekt innym. Od czasu, kiedy w 2008 roku pseudonim Nakamoto po raz pierwszy zaistniał w branży, wiele osób utożsamiano z twórcą Bitcoina, a nawet publicznie podawało się za niego.
Opublikowana przez Satoshiego Nakamotę biała księga (z ang. white paper) to dokument w formie manifestu opisujący Bitcoina, pierwszą kryptowalutę działającą na zasadzie zdecentralizowanej sieci. Opublikowany w 2008 roku dokument zatytułowany „Bitcoin: A Peer-to-Peer Electronic Cash System” przedstawia koncepcję i technologię stojącą za Bitcoinem.

## Hipotezy dotyczące tożsamości
Gerald Votta z izraelskiej firmy Quantum Economics, działającej na rynku technologii finansowych, przedstawił w listopadzie 2021 dowody świadczące w jego przekonaniu, że Nakamotę należałoby utożsamiać z kanadyjskim kryptologiem i cypherpunkiem występującym pod pseudonimem James A. Donald. Donald był twórcą stron internetowych echeque.com i jim.com (na drugiej z nich prezentował poglądy anarchokapitalistyczne), jako pierwszy wystąpił z krytyką białej księgi Bitcoina po jej ogłoszeniu w 2008, a zakończył swoją aktywność wkrótce po 2010.